# Station Weyersheim
Station Weyersheim is een spoorwegstation in de Franse gemeente Weyersheim.

## Treindienst
| Serie      | Treinsoort | Route                                                  | Bijzonderheden |
| ---------- | ---------- | ------------------------------------------------------ | -------------- |
| TER 830500 | TER (SNCF) | Strasbourg-Ville – Weyersheim – Haguenau – Wissembourg |                |